# Lligues pageses
Les Lligues pageses (Ligas camponesas en portuguès) van ser unes organitzacions camperoles formades pel Partit Comunista Brasiler (PCB) l'any 1945. Va ser un dels moviments més importants a favor de la reforma agrària i la millora de les condicions de vida al camp del Brasil.
Van tenir activitat en dues etapes diferents: 1945-1947 i 1954-1964. Els líders més destacats del moviment van ser Gregório Bezerra i Francisco Julião.

## Història
Les Lligues Pageses van ser creades pel PCB en l'últim any de l'Era Vargas i en vigílies del final de la Segona Guerra Mundial. Es van establir a diversos municipis del país, entre treballadors rurals de tot tipus (petits agricultors familiars, treballadors sense terra, assalariats i jornalers) amb dos objectius: fer créixer la base de votants del PCB i identificar els interessos de la classe i organitzar la lluita al seu favor.
El mateix 1945 va caure el govern dictatorial de Getúlio Vargas i Eurico Gaspar Dutra va ser elegit nou President, promulgant-se una nova Constitució l'any següent. En el context internacional de l'inici de la Guerra Freda, el Brasil es va alinear amb els Estats Units i contra el socialisme de la Unió Soviètica. L'any 1947, conforme a la línia política, l'estat va il·legalitzar el Partit Comunista, derogant també les Lligues Pageses –que ja portaven temps patint la repressió de les autoritats.
Només tornarien a l'acció el 1954. El segon període d'existència va començar a l'ingeni sucrer Galiléia, a la ciutat de Vitória de Santo Antão, a Pernambuco. Aleshores es va constituir la Societat Agrícola i Ramadera de Plantadors de Pernambuco (SAPPP, per les seves sigles en portuguès). Les seves línies d'actuació principals eren proporcionar assistència mèdica, legal i educativa als camperols, formar una cooperativa de crèdit que minvés el domini dels terratinents sobre les famílies pageses i sufragar les despeses d'enterrament de camperols morts.

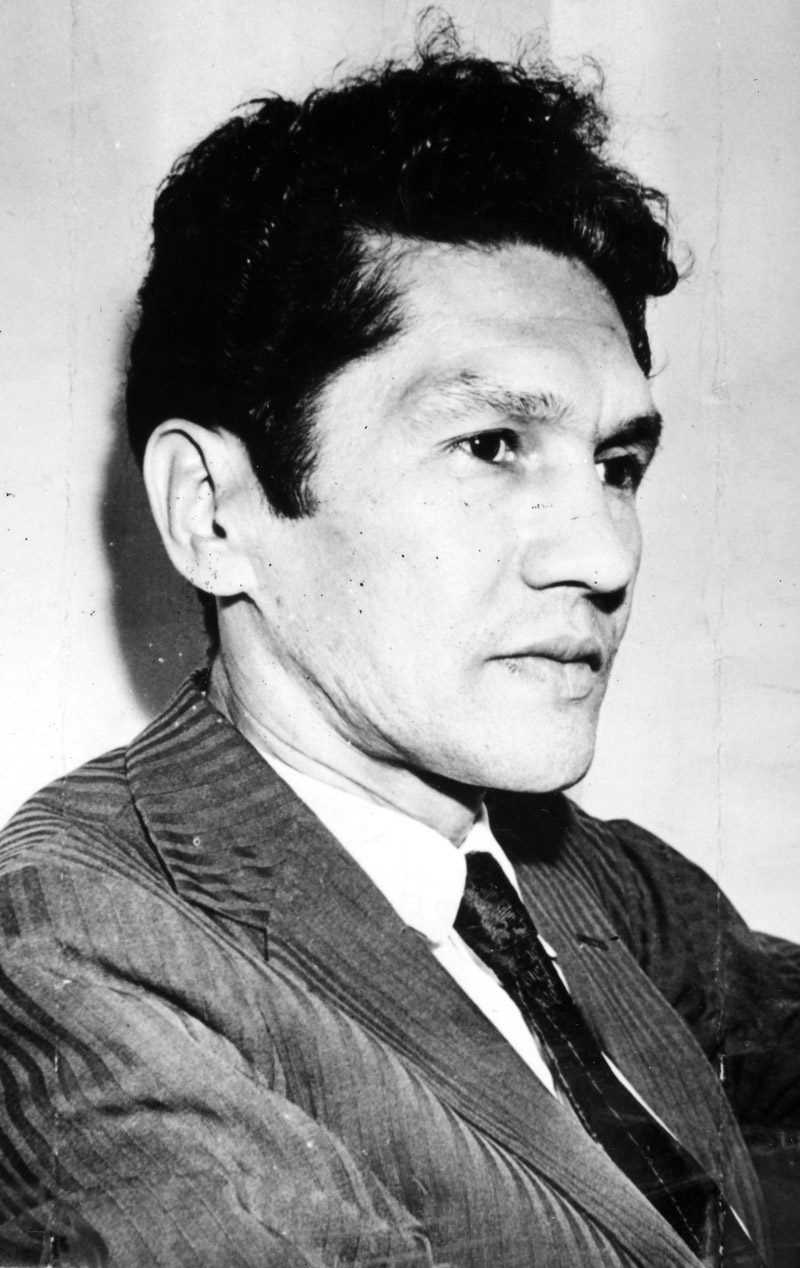
Francisco Julião

Unes 140 famílies de pagesos treballaven a la plantació de Galiléia sota un règim de for: a canvi de conrear la terra, havien de pagar una quantitat fixa en efectiu al propietari. L'amo de la plantació va ordenar la dissolució de la SAPPP, amenaçant els pagesos d'augmentar el valor del for i d'expulsar-los. Els pagesos van decidir cercar auxili en la ciutat, trobant en la figura de l'advocat Francisco Julião l'ajuda i el suport jurídic que necessitaven.
Julião va institucionalitzar l'associació, que l'1 de gener de 1955 va començar a funcionar legalment. La causa contra el propietari de Galiléia va concloure l'any 1959 amb l'expropiació de l'ingeni. La premsa, en fer-se eco de la notícia, va recuperar el nom de les Lligues pageses, per analogia amb el que acabava de passar a Pernambuco.
Mentrestant, el moviment es va estendre per l'interior de l'estat. La victòria dels "galileus" va estimular molt els líders camperols que somiaven amb una reforma agrària. A principis dels anys 60, les Lligues ja s'havien estès pel nord-est brasiler, aconseguint repercussió nacional i també internacional, mercès a la Revolució Cubana de 1959.
Entre 1961 i 1962, va formar-se el Moviment Revolucionari Tiradentes, una escissió radicalitzada del PCB i de les Lligues. El MRT va formar grups de guerrillers per donar suport a un aixecament popular socialista, com el cubà. Els enfrontaments interns amb la base del partit i l'empresonament del seu cap, Clodomir Santos de Morais, van posar fir al Moviment.
Les idees reformistes de les Lligues, però, anaven irremeiablement associades a la por al socialisme difós entre el poble brasiler. Amb la instal·lació del règim militar l'any 1964, doncs, els principals dirigents del PCB i de les Lligues van ser assassinats, empresonats o van haver de fugir i, així, les Lligues Pageses van deixar d'existir.